# Kerk van de Gereformeerde Gemeenten in Nederland (Sint-Annaland)
De Kerk van de Gereformeerde Gemeenten in Nederland is een kerkgebouw in de tot de Zeeuwse gemeente Tholen behorende plaats Sint-Annaland, gelegen aan Tuinstraat 39a.

## Geschiedenis
De kerkgemeente van de Gereformeerde Gemeenten in Nederland komt voort uit een scheuring in de plaatselijke kerkgemeente van de Gereformeerde Gemeenten die in 1953 plaatsvond. Aanvankelijk beschikte men niet over een eigen kerkgebouw en hield de diensten in een woonhuis, terwijl in 1954 een houten noodkerk aan de Tuinstraat ter beschikking kwam, welke in 1968 door een definitief stenen kerkgebouw werd vervangen.
Deze kerk had 135 zitplaatsen, maar werd uiteindelijk te klein, waarna naast de kerk een nieuw kerkgebouw werd opgetrokken dat in 2001 gereed was en 210 zitplaatsen omvatte. De oude kerk werd als verenigingslokaal ingericht. In 2020 is het kerkgebouw opnieuw uitgebreid.

## Gebouw
Het betreft een sober bakstenen zaalkerkje onder zadeldak. Omstreeks 1960 werd een Pels-orgel geplaatst dat tegenwoordig ook in de nieuwe kerk dienst doet.